# تاریخ یهودیان در صربستان
تاریخ یهودیان در صربستان به دوهزار سال پیش در دوران امپراتوری روم و ورود اولین یهودیان به صربستان بازمی‌گردد. جوامع یهودی بالکان تا سده ۱۵ام و تفتیش عقاید اسپانیایی و پرتغالی کوچک و اقلیت بودند. پس از آن، یهودیان شبه‌جزیره ایبری که از اسپانیا و پرتغال فرار کرده بودند ، گروهی از آنان در صربستان که تحت کنترل امپراتوری عثمانی بود پناهنده شدند. 
این جامعه یهودی تا زمان جنگ جهانی دوم رشد کرد و شکوفا شد و به جمعیتی حدود ۳۳٬۰۰۰ رسید. حدود دو سوم یهودیان صربی در هولوکاست کشته شدند به ویژه که آدولف هیتلر به دنبال از بین بردن یهودیان و صرب ها برای شکست آلمان در جنگ جهانی اول بود. پس از جنگ، جمعیت بزرگی از یهودیان صربستان را برای اسرائیل ترک کردند. در آمارگیری سال ۲۰۱۱ فقط ۷۸۷ نفر خود را یهودی اعلام کردند. امروزه ، کنیسه بلگراد و کنیسه سوبتیتسا که زمانی چهارمین کنیسه بزرگ در اروپا بود هم‌اکنون در فعالیت نیز هستند.

## تاریخ

### دوران باستان
اولین یهودیان صربستان از دوران امپراتوری روم پا به خاک صربستان گذاشتند، هرچند که تا قبل از سده ۱۰ اسناد کمی وجود دارد

### حکم‌رانی عثمانی
جوامع یهودی بالکان در سده های ۱۵ام و ۱۶ام رشد کردند. بسیاری از پناهنده‌های یهودی از تفتیش عقاید اسپانیایی فرار کردند و سلطان بایزید دوم به یهودیان پناهنده اجازه اسکان در امپراتوری عثمانی داد. یهودیان در تجارت امپراتوری عثمانی گرفتار شدند ، به ویژه در تجارت نمک که بسیار مهم بود. در سال ۱۶۶۳ ، ۸۰۰ یهودی در بلگراد زندگی می کردند.
با وجود اینکه بیشتر خاک صربستان امروزی تحت کنترل امپراتوری عثمانی بود، اما وویوودینا بخشی از اتریش هابسبورگ بود. در سال ۱۷۸۲، یوزف دوم، امپراتور مقدس روم فرمان بردباری را صادر کرد. این فرمان به جامعه یهودی در وویوودینا اجازه پیشرفت و رشد بیشتری داشت و تا پایان سده ۱۹ام نزدیک ۴۰ جامعه یهودی در وویوودینا بودند.